# Août 2020
Août 2020 est le 8e mois de l'année 2020.

## Évènements
La pandémie de Covid-19 connaît des rebonds dans de nombreux pays qui avaient passé la première vague, notamment en Inde ce qui fait de l'Asie de nouveau le continent le plus touché.
- 1er août :
  - mise en service de la centrale nucléaire de Barakah aux Émirats arabes unis, la première du monde arabe ;
  - élections du Conseil législatif tasmanien en Australie ;
  - une crue soudaine dans la province de Nangarhar en Afghanistan fait 16 morts[2].
- 2 août : le gouverneur du Guanajuato au Mexique a fait l'annonce de la capture de l'ancien parrain du Cartel de Santa Rosa de Lima José Antonio Yépez Ortiz[3].
- 2-3 août : en Afghanistan, trois bombes dont une voiture-piégée explosent devant une prison de Jalalabad puis des affrontements par balles opposent le personnel pénitencier et des assaillants, 29 personnes (forces de sécurité, civils et prisonniers confondus) et quelques dizaines sont blessés, 10 assaillants sont abattus ; 700 prisonniers (majoritairement des membres des Talibans et de Daech capturés) s'évadent, 400 étaient rattrapés au 3 août au soir mais 300 restaient en fuite ; l'État islamique revendique l'attaque[4], qu'il a peut-être menée en représailles à la mort d'Assadullah Orakzai, un haut responsable de l'organisation djihadiste abattu quelques jours plus tôt par les services de renseignement afghans[5].
- 3 août : inauguration du viaduc Gênes-Saint-Georges à Gênes en Italie, qui remplace le pont Morandi effondré en 2018.
- 4 août :
  - le port de Beyrouth (Liban) est touché par deux violentes explosions causant au moins 192 morts et 6 500 blessés et 9 disparus ;
  - la Cour suprême de Colombie place en détention le sénateur et ancien président Álvaro Uribe dans le cadre d'une enquête pour subornation de témoins et fraude.
  - le congrès de la République du Pérou a voté une motion de censure contre le premier ministre péruvien Pedro Cateriano, impliquant sa démission, et ses 19 ministres. Le président du Pérou Martín Vizcarra a 48 heures pour former un nouveau gouvernement[6].
- 5 août : élections législatives au Sri Lanka.
- 6 août :
  - l'île Maurice est touchée par une marée noire ;
  - le Président de la Mauritanie Mohamed Ould Ghazouani remplace son Premier ministre. Mohamed Ould Bilal succède à Mohamed Ould Ghazouani[7].
- 7 août : accident meurtrier du vol Air India Express 1344 dans le Kerala en Inde.
- 9 août :
  - élection présidentielle en Biélorussie ;
  - attaque de Kouré au Niger.
- 10 août : élections législatives à Trinité-et-Tobago.
- 11 et 12 août : élections sénatoriales en Égypte.
- 11-28 août : une série de 9 massacres en Colombie provoque au moins 42 morts, le gouvernement accuse des groupes armés en lien avec le narcotrafic[8].
- 12 août :
  - lors de l'insurrection islamiste de Cabo Delgado, la ville de Mocímboa da Praia au Mozambique est prise par les islamistes d'Ansar al-Sunna ;
  - élections sénatoriales au Kazakhstan.
- 12 août au 1er septembre : élection présidentielle et élections législatives à Bougainville.
- 13 août : Israël et les Émirats arabes unis concluent un accord de paix.
- 15 août : détection (annoncée par l'Université de Hong Kong le 24 août) du premier cas confirmé de réinfection au coronavirus SARS-CoV-2 d'un patient qui en avait déjà guéri, chez un homme de 33 ans à Hong Kong qui avait guéri en mars 2020 d'une forme légère de la covid-19 et qui a été testé à nouveau positif au SARS-CoV-2 en tant que porteur asymptomatique[9].
- 18 août : au Mali, un coup d'État renverse le président Ibrahim Boubacar Keïta.
- 22 août : élections législatives dans le Territoire du Nord (Australie).
- 23 août : des émeutes éclatent à Kenosha, aux États-Unis, en réaction aux tirs d'un policier blanc sur Jacob Blake, un Afro-Américain.
- 24 août : des attentats islamistes ont lieu à Jolo aux Philippines tuant 14 personnes et en blessant 75 autres.
- 25 août :
  - l'Organisation mondiale de la santé déclare la poliomyélite officiellement éradiquée d'Afrique, il ne reste alors plus de deux pays dans le monde a connaître un faible nombre de nouvelles contaminations, l'Afghanistan (29 cas en 2020) et le Pakistan (58 cas)[10] ;
  - le Togo devient le premier pays africain à éradiquer la maladie du sommeil de son territoire[10] ;
  - l'épidémie de rougeole en République démocratique du Congo qui a tué environ 7 000 enfants en 25 mois est officiellement terminée[10] ;
  - une crue éclair à Tcharikar en Afghanistan cause au moins 100 morts et plus d'une centaine de blessés[11], en prenant en compte une série de crues plus petites qui arrivent ailleurs dans le pays dans la semaine, entre le 25 et le 28 août il y a au moins 162 décès provoqués par les inondations, plus la destruction de 200 maisons, la mort de 600 animaux d'élevage et le déplacement d'un millier de familles[12] ;
  - un conflit armé dans la province de Rumonge au Burundi fait 15 morts, un groupe armé nommé Red Tabara, basé à Kivu en RDC revendique ces attaques, et proclame que l'élection de Évariste Ndayishimiye en mai dernier est une farce[13].
- 27 août : Brenton Tarrant, le terroriste d'extrême-droite qui a commis les attentats de Christchurch en 2019, est condamné à la prison à perpétuité sans possibilité de libération conditionnelle, devenant la première personne de l'Histoire de la Nouvelle-Zélande à recevoir cette peine[14].
- 28 août : le premier ministre du Japon Shinzō Abe démissionne pour raisons de santé[15].
- 29 août au 20 septembre : 107e édition du Tour de France.
- 30 août :
  - élections législatives au Monténégro ;
  - le nombre de cas de contamination par la Covid-19 dans le monde atteint les 25 millions, à cette date la maladie a causé 842 000 morts[1].
- 31 août :
  - Moustapha Adib est nommé président du Conseil des ministres du Liban ;
  - le Conseil de souveraineté (le gouvernement provisoire au Soudan depuis la Révolution soudanaise) et le Front révolutionnaire soudanais, qui représente les cinq principaux groupes rebelles du pays, signent un accord de paix[16] ;
  - le président Nicolás Maduro gracie une centaine d'opposants politiques, dont des députés et des collaborateurs du président du Parlement Juan Guaidó, dans le but de commencer un processus pour mettre fin à la crise entre le gouvernement et l'opposition[17] ;
  - le rappeur et entrepreneur Akon et le ministre sénégalais du tourisme Alioune Sarr posent la première pierre d'Akon City, proche de Mbodiène au Sénégal[18].